# Дзуйхо
Дзуйхо (яп. 瑞鳳) — японський легкий авіаносець часів Другої світової війни, клас «Дзуйхо».

## Конструкція
Щоб поповнити кількість авіаносців, штаб японського флоту вирішив, що окремі класи великих допоміжних суден, таких як плавучі бази підводних човнів, повинні бути підготовлені до швидкого переобладнання в авіаносці. До одного з таких класів належали швидкохідні танкери «Цурігідзакі», які будувались відповідно до другої програми переозброєння 1934 року з посиленими корпусами. Потім це рішення застосували до плавучих баз підводних човнів. Перший такий корабель увійшов до складу флоту в 1939 році. Роботи з перетворення в авіаносець іншого корабля, танкера типу «Такасакі», який отримав назву «Дзуйхо», почались у січні 1940 року.

### Перетворення «Дзуйхо»
За винятком заміни ненадійних дизелів паровими турбінами, багато що в конструкції залишили від початкового проєкту. «Дзуйхо» мав один ангар, здатний вмістити до 30 літаків, два підйомники, розташовані вздовж поздовжньої осі, та дві катапульти. Основної надбудови не було. Для збереження швидкості ходу та дальності плавання вирішили зняти весь бронезахист.

## Бойове застосування
У січні 1941 року «Дзуйхо» увійшов до складу об'єднаного флоту. Разом зі старим «Хошо» (3-тя дивізія авіаносців) він наприкінці осені того ж року був скерований до Палау та брав участь у нападі на Філіппіни. Потім «Дзуйхо» повернувся до Японії для ремонту, а навесні 1942 року брав участь у поході в Ост-Індію.
На щастя для «Дзуйхо», під час битви за Мідвей він був у складі сил забезпечення та уникнув долі головних японських авіаносців.
У битві біля островів Санта-Крус «Дзуйхо» входив в ударне авіаносне з'єднання адмірала Тюїті Наґумо. О 7:40 25 жовтня 1942 року пікірувальник з авіаносця ВМС США «Ентерпрайз» атакував «Дзуйхо». Скинута ним бомба влучила в центр політної палуби, утворивши в ній 15-метрову пробоїну. Авіаносець більше не міг забезпечувати польоти, і, випустивши всі літаки, повернувся на базу.
У лютому 1944 року «Дзуйхо» знову увійшов до складу 3-ї авіаносної дивізії та взяв участь у битві у Філіппінському морі, в якій його літак завдав удару по американському лінкору «Саут Дакота».
У битві в затоці Лейте «Дзуйхо» входив у групу авіаносців, які мали відвернути увагу американців. Цей план не вдався, і в бою біля мису Енганьо в політну палубу корабля влучили дві бомби та ще шість бомб вибухнули поблизу нього. Попри пожежу, «Дзуйхо» зберігав хід ще протягом шести годин та був свідком загибелі решти кораблів його групи. Потім три хвилі атак літаків противника потопили «Дзуйхо». Капітан Каідзука Такео загинув разом із кораблем.